# Copa Libertadores 1978
W dziewiętnastej edycji Copa Libertadores udział wzięło 21 klubów reprezentujących wszystkie kraje zrzeszone w CONMEBOL. Każde z 10 państw wystawiło po 2 kluby, nie licząc broniącego tytułu argentyńskiego klubu Boca Juniors, który awansował do półfinału bez gry.
Boca Juniors obronił tytuł w imponującym stylu, nie ponosząc żadnej porażki i wieńcząc sukces wysokim zwycięstwem 4:0 w finale nad rewelacją turnieju, kolumbijskim klubem Deportivo Cali.
W pierwszym etapie 20 klubów podzielono na 5 grup po 4 drużyny. Z każdej grupy do następnej rundy awansował tylko zwycięzca. Jako szósty klub do półfinału awansował broniący tytułu Boca Juniors.
W następnej, półfinałowej rundzie, 6 klubów podzielono na 2 grupy liczące po 3 drużyny. Do finału awansowali zwycięzcy obu grup.
W tej edycji Pucharu Wyzwolicieli obok Deportivo Cali bardzo dobrze spisała się drużyna paragwajskiego klubu Cerro Porteño. Tworzyło ją wielu piłkarzy, którzy w następnym roku będą mieli udział w zdobyciu przez Paragwaj mistrzostwa Ameryki Południowej podczas turnieju Copa América 1979.

## 1/4 finału

### Grupa 1Argentyna,Ekwador
| 27.06 LDU Quito – Independiente 1:0 - Ángel Palavecino                                                          |
| 27.06 CD El Nacional – River Plate 1:1 - Wilson Nieves – Juan José López                                        |
| 30.06 CD El Nacional – CA Independiente 1:2 - Jorge Vinicio Ron – Rubén Galván, Enzo Trossero                   |
| 30.06 LDU Quito – River Plate 0:0                                                                               |
| 05.07 CD El Nacional – LDU Quito 2:0 - Fausto Correa (2)                                                        |
| 05.07 CA Independiente – River Plate 0:0                                                                        |
| 11.07 River Plate – CD El Nacional 2:0 - Pedro Alexis González, Juan José López                                 |
| 14.07 CA Independiente – CD El Nacional 2:0 - Héctor Arrieta, Ricardo Bochini                                   |
| 18.07 River Plate – LDU Quito 4:0 - Leopoldo Luque, Juan José López, Oscar Alberto Ortiz, Eduardo Omar Saporiti |
| 20.07 CA Independiente – LDU Quito 2:0 - Héctor Arrieta, Ricardo Bochini                                        |
| 26.07 LDU Quito – CD El Nacional 3:2 - Paul Carrera (2), Cruz – Luis Augusto Granda (2)                         |
| 26.07 River Plate – CA Independiente 0:0                                                                        |

- z powodu równej liczby punktów rozegrano dodatkowy mecz o pierwsze miejsce:

| 02.08 River Plate – CA Independiente 4:1 - Leopoldo Luque (2), Daniel Alberto Passarella, Pedro Alexis González – Norberto Outes |

| Klub             | Mecze | Zw | Rem | Por | Pkt | BrZd | BrStr |
| ---------------- | ----- | -- | --- | --- | --- | ---- | ----- |
| River Plate      | 6     | 2  | 4   | 0   | 8   | 7    | 1     |
| CA Independiente | 6     | 3  | 2   | 1   | 8   | 6    | 2     |
| LDU Quito        | 6     | 2  | 1   | 3   | 5   | 4    | 10    |
| CD El Nacional   | 6     | 1  | 1   | 4   | 3   | 6    | 10    |

### Grupa 2Boliwia,Peru
| 02.07 Club The Strongest – Oriente Petrolero 2:0 - Jorge Carlos Lattini, Ovidio Mezza                                                      |
| 05.07 Club Sporting Cristal – Alianza Lima 2:2 - Robert Mosquera, Carlos Carbonell – Guillermo La Rosa (2)                                 |
| 12.07 Club The Strongest – Club Sporting Cristal 3:1 - Wilfredo Antonio Cañellas, Rubén Toribio Díaz s, Ovidio Mezza – Juan Carlos Oblitas |
| 12.07 Oriente Petrolero – Alianza Lima 0:4 - Hugo Sotil, Teófilo Cubillas (2), Guillermo La Rosa                                           |
| 16.07 Oriente Petrolero – Club Sporting Cristal 0:1 - Robert Mosquera                                                                      |
| 17.07 Club The Strongest – Alianza Lima 1:2 - Osvaldo Potente – Teófilo Cubillas, Guillermo La Rosa                                        |
| 21.07 Alianza Lima – Club Sporting Cristal 4:1 - Hugo Sotil, Teófilo Cubillas, César Augusto Cueto, Guillermo La Rosa – Julio Aparicio     |
| 22.07 Oriente Petrolero – Club The Strongest 4:1 - Toninho (2), Luis Fernando Bastida, Ovidio Mezza – Osvaldo Potente                      |
| 25.07 Club Sporting Cristal – Oriente Petrolero 1:0 - Oswaldo Ramírez                                                                      |
| 28.07 Alianza Lima – Oriente Petrolero 5:1 - Teófilo Cubillas (2), Hugo Sotil, Freddy Ravello, Guillermo La Rosa – Toninho                 |
| 01.08 Club Sporting Cristal – Club The Strongest 3:0 - Oswaldo Ramírez (2), Juan Carlos Oblitas                                            |
| 04.08 Alianza Lima – Club The Strongest 2:0 - Freddy Ravello, César Augusto Cueto                                                          |

| Klub                  | Mecze | Zw | Rem | Por | Pkt | BrZd | BrStr |
| --------------------- | ----- | -- | --- | --- | --- | ---- | ----- |
| Alianza Lima          | 6     | 5  | 1   | 0   | 11  | 19   | 5     |
| Club Sporting Cristal | 6     | 3  | 1   | 2   | 7   | 9    | 9     |
| Club The Strongest    | 6     | 2  | 0   | 4   | 4   | 7    | 12    |
| Oriente Petrolero     | 6     | 1  | 0   | 5   | 2   | 5    | 14    |

### Grupa 3Brazylia,Chile
| 14.03 Unión Española – CD Palestino 0:0                                                                                     |
| 15.03 Clube Atlético Mineiro – São Paulo FC 1:1 - Serginho – Darío Pereyra                                                  |
| 22.03 Unión Española – Clube Atlético Mineiro 1:1 - Nicolás Novello – Marcelo                                               |
| 22.03 CD Palestino – São Paulo FC 0:1 - Darío Pereyra                                                                       |
| 26.03 Unión Española – São Paulo FC 1:1 - Jorge Peredo – Edu Bala                                                           |
| 26.03 CD Palestino – Clube Atlético Mineiro 4:5 - Oscar Fabbiani (4) – Marcelo, Serginho, Ziza, Laudemir, Edgardo Fuentes s |
| 09.04 São Paulo FC – Clube Atlético Mineiro 1:2 - Mirandinha – Serginho, Paulo Isidoro                                      |
| 09.04 CD Palestino – Unión Española 2:3 - Manuel Herrera, Manuel Antonio Rojas – Rogelio Farías (2), Jorge Peredo           |
| 16.04 São Paulo FC – CD Palestino 1:2 - Zé Sérgio – Oscar Fabbiani, Pedro Pinto                                             |
| 16.04 Clube Atlético Mineiro – Unión Española 5:1 - Ziza, Marcelo, Paulo Isidoro (2), Campos – Fernando Carvallo            |
| 19.04 São Paulo FC – Unión Española 1:1 - Nilton – Fernando Carvallo                                                        |
| 19.04 Clube Atlético Mineiro – CD Palestino 2:0 - Paulo Isidoro, Campos                                                     |

| Klub                   | Mecze | Zw | Rem | Por | Pkt | BrZd | BrStr |
| ---------------------- | ----- | -- | --- | --- | --- | ---- | ----- |
| Clube Atlético Mineiro | 6     | 4  | 2   | 0   | 10  | 16   | 8     |
| Unión Española         | 6     | 1  | 4   | 1   | 6   | 7    | 10    |
| São Paulo FC           | 6     | 1  | 3   | 2   | 5   | 6    | 7     |
| CD Palestino           | 6     | 1  | 1   | 4   | 3   | 8    | 12    |

### Grupa 4Kolumbia,Urugwaj
| 12.04 Atlético Junior – Deportivo Cali 0:0                                                                                     |
| 19.04 CA Peñarol – Danubio FC 4:2 - Fernando Morena (2), Walter Olivera, Rubén Walter Paz – José Hermes Moreira, Eliseo Rivero |
| 14.05 Atlético Junior – Danubio FC 0:0                                                                                         |
| 14.05 Deportivo Cali – CA Peñarol 1:0 - Néstor Leonel Scotta                                                                   |
| 17.05 Atlético Junior – CA Peñarol 1:0 - Heladio Vásquez                                                                       |
| 17.05 Deportivo Cali – Danubio FC 2:0 - Néstor Leonel Scotta, Alberto de Jesús Benítez                                         |
| 07.06 Danubio FC – CA Peñarol 1:2 - José Hermes Moreira – Lorenzo Unanue, Ildo Maneiro                                         |
| 09.07 Deportivo Cali – Atlético Junior 0:0                                                                                     |
| 18.07 Danubio FC – Atlético Junior 0:0                                                                                         |
| 18.07 CA Peñarol – Deportivo Cali 0:2 - Alberto de Jesús Benítez, Ángel María Torres                                           |
| 23.07 CA Peñarol – Atlético Junior 1:0 - Fernando Morena                                                                       |
| 23.07 Danubio FC – Deportivo Cali 3:0 - Jorge Correa, Daniel Godoy (2)                                                         |

| Klub            | Mecze | Zw | Rem | Por | Pkt | BrZd | BrStr |
| --------------- | ----- | -- | --- | --- | --- | ---- | ----- |
| Deportivo Cali  | 6     | 3  | 2   | 1   | 8   | 5    | 3     |
| CA Peñarol      | 6     | 3  | 0   | 3   | 6   | 7    | 7     |
| Atlético Junior | 6     | 1  | 4   | 1   | 6   | 1    | 1     |
| Danubio FC      | 6     | 1  | 2   | 3   | 4   | 6    | 8     |

### Grupa 5Paragwaj,Wenezuela
| 05.03 Cerro Porteño – Club Libertad 1:0 - Gerónimo Ovelar                                                                                        |
| 12.03 Estudiantes Mérida – Portuguesa FC 0:0 |
| 26.03 Portuguesa FC – Club Libertad 1:0 - Carlos Núñez                                                                                           |
| 26.03 Estudiantes Mérida – Cerro Porteño 2:3 - Juan Carlos Scaminacci, José Enrique Chiazzaro – Juán Manuel Battaglia, E. Jiménez, Hugo González |
| 30.03 Estudiantes Mérida – Club Libertad 1:1 - Pedro Ortíz – Cristóbal Maldonado                                                                 |
| 30.03 Portuguesa FC – Cerro Porteño 1:1 - Pedro Pascual Peralta – Hugo González                                                                  |
| 02.04 Portuguesa FC – Estudiantes Mérida 1:2 - Pedro Pascual Peralta – Omar Pellegrini (2)                                                       |
| 05.04 Club Libertad – Cerro Porteño 0:0 |
| 25.04 Cerro Porteño – Estudiantes Mérida 1:1 - Domingo Aifuch – José Enrique Chiazzaro                                                           |
| 28.04 Club Libertad – Estudiantes Mérida 2:1 - Juan Carlos Scaminacci s, V. Espínola – Luís Cossú                                                |
| 09.05 Club Libertad – Portuguesa FC 1:2 - Juan Carlos Espínola – Richard Alfredo Páez, Pedro Pascual Peralta                                     |
| 13.05 Cerro Porteño – Portuguesa FC 1:0 - Juán Manuel Battaglia                                                                                  |

| Klub               | Mecze | Zw | Rem | Por | Pkt | BrZd | BrStr |
| ------------------ | ----- | -- | --- | --- | --- | ---- | ----- |
| Cerro Porteño      | 6     | 3  | 3   | 0   | 9   | 7    | 4     |
| Portuguesa FC      | 6     | 2  | 2   | 2   | 6   | 5    | 5     |
| Estudiantes Mérida | 6     | 1  | 3   | 2   | 5   | 7    | 8     |
| Club Libertad      | 6     | 1  | 2   | 3   | 4   | 4    | 6     |

### Obrońca tytułu
| Boca Juniors jako obrońca tytułu awansował do 1/2 finału bez gry |

## 1/2 finału

### Grupa 1
| 19.09 Boca Juniors – River Plate 0:0                                                                                              |
| 24.09 Clube Atlético Mineiro – Boca Juniors 1:2 - Marcelo – Miguel Ángel Bordón (2)                                               |
| 28.09 River Plate – Clube Atlético Mineiro 1:0 - Juan José López                                                                  |
| 05.10 Boca Juniors – Clube Atlético Mineiro 3:1 - Toninho Cerezo s, Ernesto Enrique Mastrángelo, Carlos Horacio Salinas – Marinho |
| 08.10 Clube Atlético Mineiro – River Plate 1:0 - Paulo Isidoro                                                                    |
| 17.10 River Plate – Boca Juniors 0:2 - Ernesto Enrique Mastrángelo, Carlos Horacio Salinas                                        |

| Klub                   | Mecze | Zw | Rem | Por | Pkt | BrZd | BrStr |
| ---------------------- | ----- | -- | --- | --- | --- | ---- | ----- |
| Boca Juniors           | 4     | 3  | 1   | 0   | 7   | 7    | 2     |
| River Plate            | 4     | 1  | 1   | 2   | 3   | 1    | 3     |
| Clube Atlético Mineiro | 4     | 1  | 0   | 3   | 2   | 3    | 6     |

### Grupa 2
| 14.08 Alianza Lima – Cerro Porteño 3:0 - César Augusto Cueto, Hugo Sotil, Teófilo Cubillas                                                       |
| 17.08 Deportivo Cali – Cerro Porteño 1:1 - Néstor Leonel Scotta – Aldo Florentín                                                                 |
| 21.08 Deportivo Cali – Alianza Lima 3:2 - Néstor Leonel Scotta, Ángel María Torres, Alberto de Jesús Benítez – Guillermo La Rosa, José Velásquez |
| 05.10 Cerro Porteño – Alianza Lima 3:1 - E. Jiménez, Aldo Florentín, Juán Manuel Battaglia – Hugo Sotil                                          |
| 14.10 Alianza Lima – Deportivo Cali 1:4 - Guillermo La Rosa – Néstor Leonel Scotta (2), Rafael Otero, Alberto de Jesús Benítez                   |
| 18.10 Cerro Porteño – Deportivo Cali 0:4 - Néstor Leonel Scotta (2), Alberto de Jesús Benítez (2)                                                |

| Klub           | Mecze | Zw | Rem | Por | Pkt | BrZd | BrStr |
| -------------- | ----- | -- | --- | --- | --- | ---- | ----- |
| Deportivo Cali | 4     | 3  | 1   | 0   | 7   | 12   | 4     |
| Cerro Porteño  | 4     | 1  | 1   | 2   | 3   | 4    | 9     |
| Alianza Lima   | 4     | 1  | 0   | 3   | 2   | 7    | 10    |

## FINAŁ
| Deportivo Cali – Boca Juniors 0:0 i 0:4 |
| 23 listopada 1978 Cali Estadio Pascual Guerrero (50 000) Deportivo Cali – Boca Juniors 0:0 Sędzia: Héctor Ortiz (Paragwaj) Asociación Club Deportivo Cali: Pedro Antonio Zape – William Ospina, Fernando Castro (Heriberto Correa), Henry Caicedo, Miguel Antonio Escobar, César Freddy Arce Valverde, Rafael Otero (Héctor Darío Jaramillo), Ángel Antonio Landucci, Ángel María Torres, Néstor Leonel Scotta, Alberto de Jesús Benítez Club Atlético Boca Juniors: Carlos Alberto Rodríguez – Vicente Alberto Pernía, Francisco Sá, Roberto Mouzo, Miguel Ángel Bordón, Jorge José Benítez, Rubén José Suñé, Mario Nicasio Zanabria, Ernesto Enrique Mastrángelo, Carlos Horacio Salinas, Hugo Omar Perotti |
| 28 listopada 1978 Buenos Aires Estadio La Bombonera (80 000) Boca Juniors – Deportivo Cali 4:0 (1:0) Sędzia: Edison Pérez (Peru) Bramki: 1:0 Hugo Omar Perotti 15, 2:0 Ernesto Enrique Mastrángelo 60, 3:0 Carlos Horacio Salinas 71, 4:0 Hugo Omar Perotti 85 Club Atlético Boca Juniors: Hugo Orlando Gatti – Vicente Alberto Pernía, Francisco Sá, Roberto Mouzo, Miguel Ángel Bordón, Jorge José Benítez (Carlos José Veglio), Rubén José Suñé, Mario Nicasio Zanabria, Ernesto Enrique Mastrángelo, Carlos Horacio Salinas, Hugo Omar Perotti Asociación Club Deportivo Cali: Pedro Antonio Zape – William Ospina (Fernando Castro), Miguel Antonio Escobar, Henry Caicedo, Heriberto Correa, César Freddy Arce Valverde, Ángel Antonio Landucci, Rafael Otero (Diego Edison Umaña), Ángel María Torres, Néstor Leonel Scotta, Alberto de Jesús Benítez |

## Klasyfikacja
Poniższa tabela ma charakter statystyczny. O kolejności decyduje na pierwszym miejscu osiągnięty etap rozgrywek, a dopiero potem dorobek bramkowo-punktowy. W przypadku klubów, które odpadły w rozgrywkach grupowych o kolejności decyduje najpierw miejsce w tabeli grupy, a dopiero potem liczba zdobytych punktów i bilans bramkowy.
| Poz                                                                     | Klub                   | Mecze | Zw | Rem | Por | Pkt | BrZd | BrStr |
| ----------------------------------------------------------------------- | ---------------------- | ----- | -- | --- | --- | --- | ---- | ----- |
| 1                                                                       | Boca Juniors           | 6     | 4  | 2   | 0   | 10  | 11   | 2     |
| 2                                                                       | Deportivo Cali         | 12    | 6  | 4   | 2   | 16  | 17   | 11    |
| 3                                                                       | River Plate            | 11    | 4  | 5   | 2   | 13  | 12   | 5     |
| 4                                                                       | Cerro Porteño          | 10    | 4  | 4   | 2   | 12  | 11   | 13    |
| 5                                                                       | Alianza Lima           | 10    | 6  | 1   | 3   | 13  | 26   | 15    |
| 6                                                                       | Clube Atlético Mineiro | 10    | 5  | 2   | 3   | 12  | 19   | 14    |
| 7                                                                       | CA Independiente       | 7     | 3  | 2   | 2   | 8   | 7    | 6     |
| 8                                                                       | Club Sporting Cristal  | 6     | 3  | 1   | 2   | 7   | 9    | 9     |
| 9                                                                       | CA Peñarol             | 6     | 3  | 0   | 3   | 6   | 7    | 7     |
| 10                                                                      | Portuguesa FC          | 6     | 2  | 2   | 2   | 6   | 5    | 5     |
| 11                                                                      | Unión Española         | 6     | 1  | 4   | 1   | 6   | 7    | 10    |
| 12                                                                      | Atlético Junior        | 6     | 1  | 4   | 1   | 6   | 1    | 1     |
| 13                                                                      | Estudiantes Mérida     | 6     | 1  | 3   | 2   | 5   | 7    | 8     |
| 14                                                                      | São Paulo              | 6     | 1  | 3   | 2   | 5   | 6    | 7     |
| 15                                                                      | LDU Quito              | 6     | 2  | 1   | 3   | 5   | 4    | 10    |
| 16                                                                      | Club The Strongest     | 6     | 2  | 0   | 4   | 4   | 7    | 12    |
| 17                                                                      | Danubio FC             | 6     | 1  | 2   | 3   | 4   | 6    | 8     |
| 18                                                                      | Club Libertad          | 6     | 1  | 2   | 3   | 4   | 4    | 6     |
| 19                                                                      | CD Palestino           | 6     | 1  | 1   | 4   | 3   | 8    | 12    |
| 20                                                                      | CD El Nacional         | 6     | 1  | 1   | 4   | 3   | 6    | 10    |
| 21                                                                      | Oriente Petrolero      | 6     | 1  | 0   | 5   | 2   | 5    | 14    |
| Podsumowanie: 75 meczów, w tym 22 remisy, 185 bramek – 2.47 bramki/mecz |                        |       |    |     |     |     |      |       |